# 7 дни спорт
7 дни спорт е български спортен вестник, съществувал в периода 1994 – 2016 г. Първият брой на изданието излиза на 5 февруари 1994 г., а по време на световното първенство в САЩ има и допълнители приложения за успехите на българския национален отбор. Издател и главен редактор на вестника е Юлий Москов.
През годините в 7 дни спорт са работили журналисти като Ивайло Йолчев, Андрей Андреев, Костадин Джорджев, Станил Йотов, Елин Рахнев, Иво Тонков и др. През 2015 г. заместник главният редактор Владимир Зарков напуска вестника и създава сайта „7 дни футбол“.
Последният брой на 7 дни спорт излиза на 9 декември 2016 г., след което екипът е разпуснат.